# 深瀬凛海
深瀬 凛海（ふかせ りんか、2004年5月15日 - ）は、日本の女子バスケットボール選手である。ポジションはポイントガード。Wリーグの新潟アルビレックスBBラビッツ所属。新潟医療福祉大学健康科学部健康スポーツ学科在学中。

## 来歴
群馬県出身。
中学時代はジョーカーズでプレーし、2018年度U14ナショナル育成センターのメンバーに選ばれる。
高校は正智深谷高校に進学。
2023年、新潟医療福祉大学進学とともに新潟アルビレックスBBラビッツに加入。